# Ionatana Ionatana
Ionatana Ionata (Funafuti, 1938. november 15. – Funafuti, 2000. december 8.) 1999. április 27. és 2000. december 8. között Tuvalu miniszterelnöke.
Ionatana Tuvalu 1978-as függetlenné válásától haláláig parlamenti képviselő volt. Politikai pályafutása alatt több pozíciót is betöltött; többek között volt államtitkár, oktatási miniszter, ipari és hírközlési miniszter.
Ionatana Bikenibeu Paeniut váltotta a miniszterelnöki székben. Kormányzása alatt, 2000. szeptember 5-én lett Tuvalu az ENSZ tagja.